# Yvrench
Yvrench là một xã ở tỉnh Somme, vùng Hauts-de-France, Pháp.

## Địa lý
Thị trấn này có cự ly khoảng 9 dặm Anh (15 km) về phía đồng bắc của Abbeville, trên đường D108, the route of the old Roman road, the Chaussée Brunehaut.

## Dân số
| 1962                                                         | 1968 | 1975 | 1982 | 1990 | 1999 |
| ------------------------------------------------------------ | ---- | ---- | ---- | ---- | ---- |
| 300                                                          | 315  | 306  | 291  | 291  | 249  |
| Số liệu điều tra dân số từ năm 1962, dân số không tính trùng |      |      |      |      |      |